# Scotch bonnet

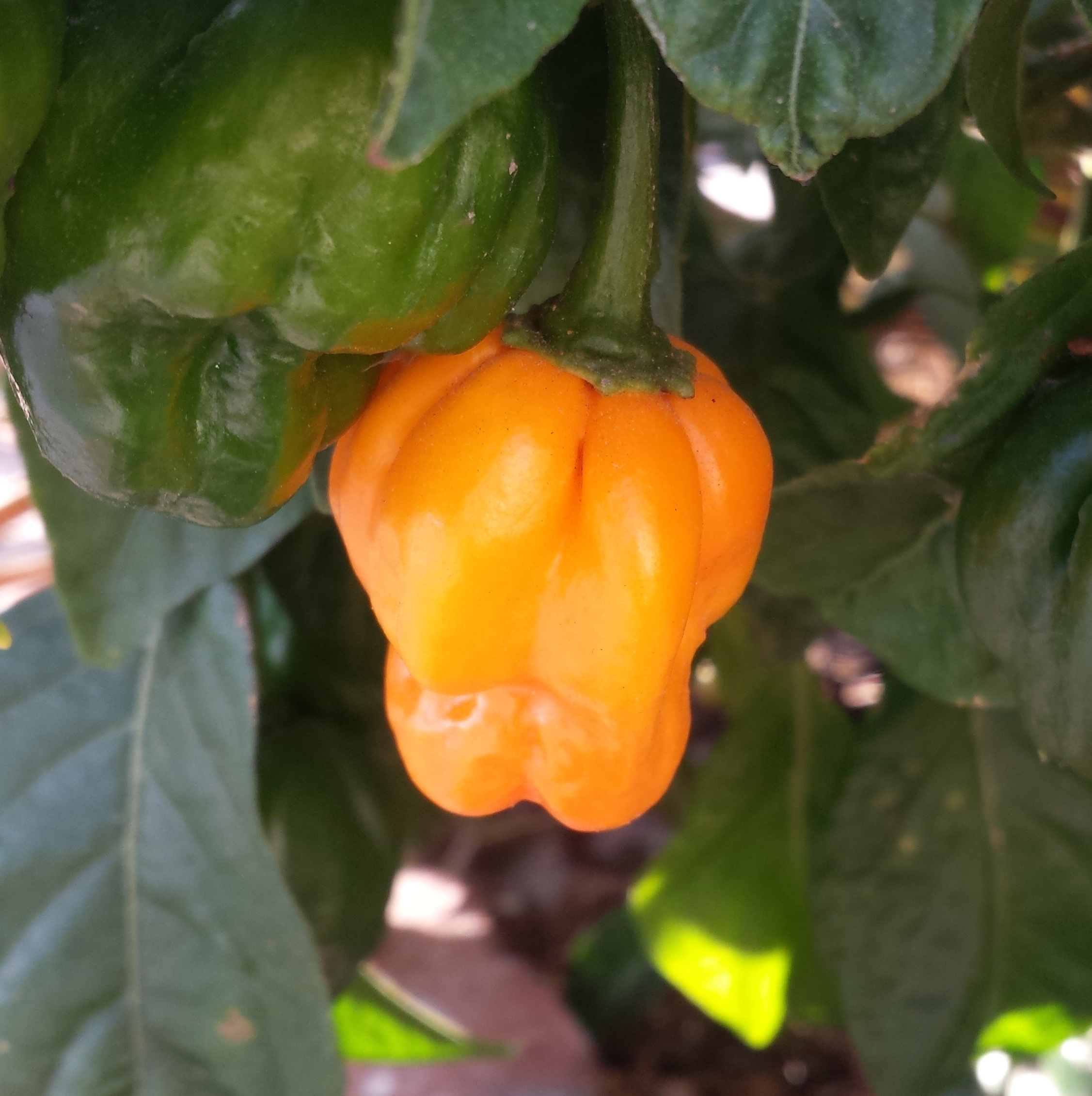
Scotch bonnet de couleur jaune à maturité.

Le Scotch bonnet, ou piment écossais, aussi appelé bonda man jak dans les îles Caraïbes est une variété de piment nommée d'après sa ressemblance avec un tam o' shanter,. Il est omniprésent en Afrique de l'Ouest ainsi que dans les Caraïbes. Comme le piment habanero, étroitement apparenté, ce piment écossais a un indice de 100 000 à 350 000 sur l'échelle de Scoville. À titre de comparaison, la plupart des piments jalapeño ont un indice de 2 500 à 8 000 sur l'échelle de Scoville. Cependant, des variétés non-piquante de Scotch bonnet appelées « piments végétariens », ou « cachucha » sont cultivées dans certaines îles des Caraïbes.